# Williamine
 (juillet 2022).
La Williamine est une marque commerciale d'eau-de-vie de poire du Valais produite par la distillerie Morand dans le canton du Valais en Suisse. Comme son nom l'indique, elle est fabriquée à partir de poires Williams. 
Le nom williamine sert souvent abusivement à désigner l'eau-de-vie de poire du Valais, de la même façon que le nom Ricard sert parfois à désigner le pastis.

## Nom
Bien qu'utilisée fréquemment comme nom commun, Williamine est une marque déposée qui appartient à la Distillerie Louis Morand & Cie SA à Martigny. Son propriétaire a d'ailleurs obtenu le retrait du mot du Petit Larousse illustré ; depuis 2001, la marque a cependant été réintégrée au dictionnaire, de même qu'elle a été réintégrée dans la septième édition de l'Officiel du Scrabble (2015).

## Histoire
La Williamine a été inventée par André Morand fils de Louis Morand à la fin des années 1940, l'appellation d'origine protégée pour l'eau-de-vie de poire du Valais est obtenue en 2001.